# Съвет на Републиката (Бразилия)
Съветът на Републиката (на португалски: Conselho da República) е висш констутуционен консултативен орган при президента на Бразилия. Компетенциите на Съветът на Републиката са да изразява мнение за предприемане на федерална интервенция в отделните щати, за обявяване на извънредно положение и състояние на война, както и по въпроси, засягащи стабилитета на демократичните институции на страната.
Съставът и дейността на Националния съвет по отбраната на Бразилия са регламентирани в Дял IV „Организация на властите“, Глава II „Изпълнителна власт“, Раздел V „Съвет на Републиката и Национален съвет по отбраната“, Подраздел I „Съвет на републиката“ от Конституцията на Бразилия, приета през 1988 г., както и в отделен закон. В състава на Съвета на Републиката влизат вицепрезидентът на Бразилия, председателите на двете камари на Националния конгрес, лидерите на мнозинството и опозицията от двете камари на Конгреса, министърът на правосъдието и шестима бразилски граждани над 35 години, двама от които се назначават от президента, двама се избират от Камарата на депутатие и двама – от Федералния сенат. Към заседанията на Съвета могат да се присъединяват и държавни министри, ако въпросите от дневния ред на заседанието засягат и техните ресори. Съветът на Републиката се свиква и председателства от президента на Бразилия.